# Orbais
Orbais (Nederlands: Oorbeek) is een plaats in de Belgische provincie Waals-Brabant en een deelgemeente van Perwijs. Tot 1 januari 1977 was het een zelfstandige gemeente. Orbais ligt zo'n vier kilometer ten noordwesten van het centrum van Perwijs, aan het riviertje de Orbais.
Ten noordoosten van het dorpscentrum van Orbais ligt het gehucht Odenge.

## Oude vormen
In Duitsland is deze beeknaam bekend als Orbach en Urbach. Ook in Frankrijk zijn de plaatsnamen Orbais en Orbec aanwezig. Het eerste element oor kan oeros betekenen, maar ook kiezelhoudend zand. Het tweede element bais gaat terug op Germaans baki "beek", ontleend op een ogenblik dat de i-umlaut nog niet had gewerkt. Vergelijk met de Nederlandse vorm Oorbeek.

## Bezienswaardigheden
- De Moulin d'Orbais is een bovenslagmolen op de Orbais waarvan enkel het molenhuis bleef bewaard.
- De Sint-Lambertuskerk (Église Saint-Lambert) is een classicistisch kerkgebouw van 1762.

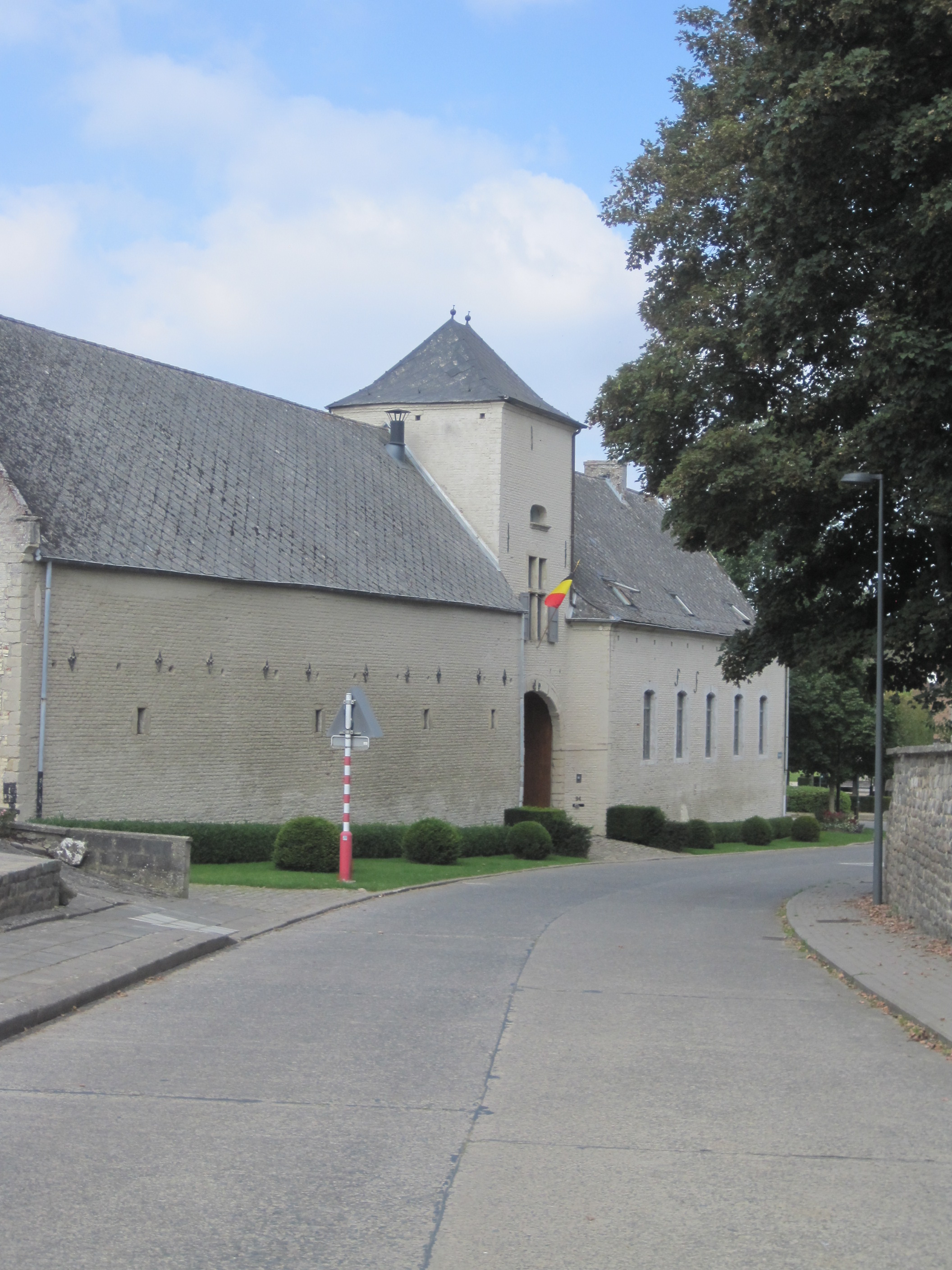
Geklasseerde hoeve
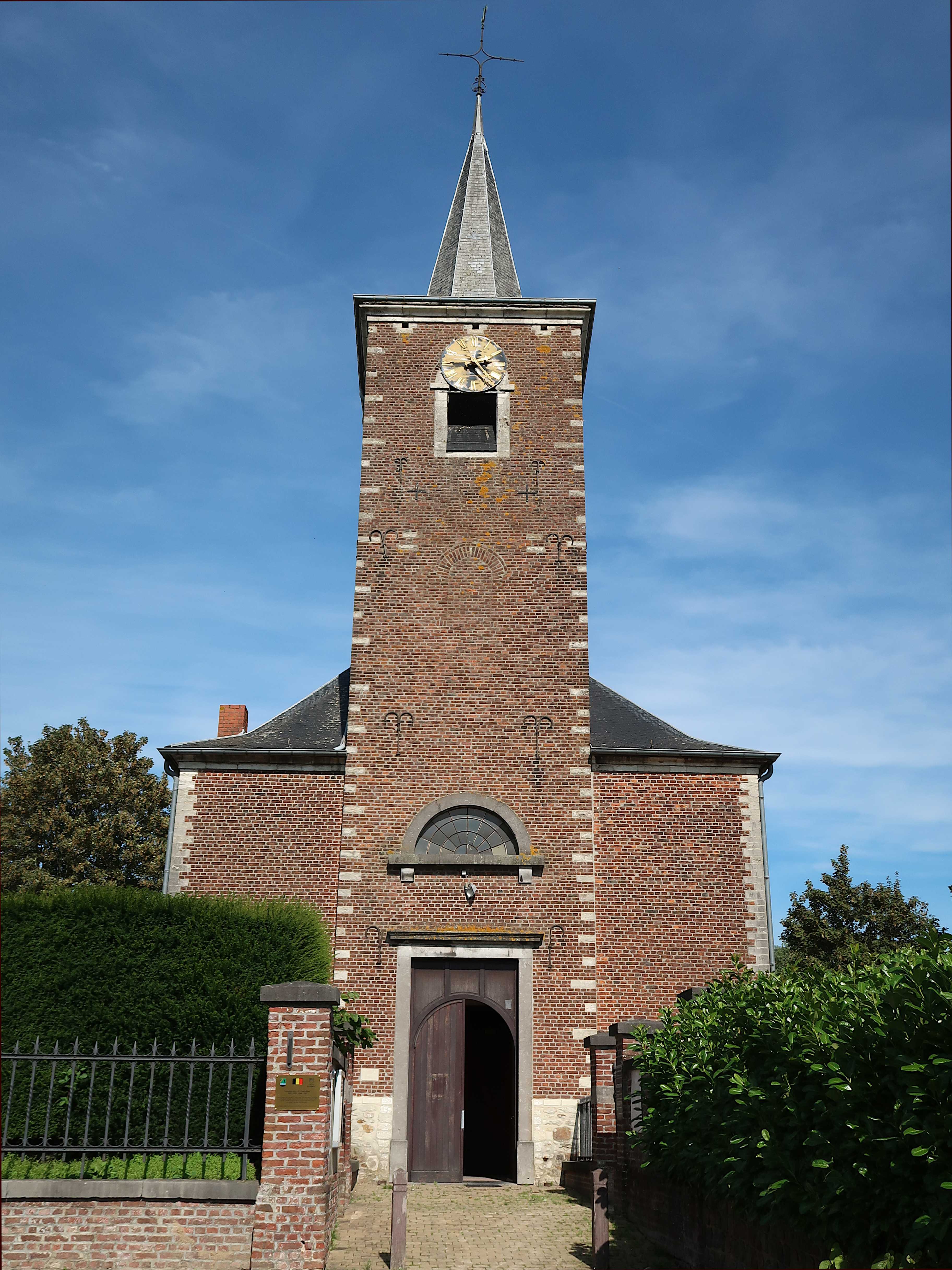
Sint-Lambertuskerk van 1762
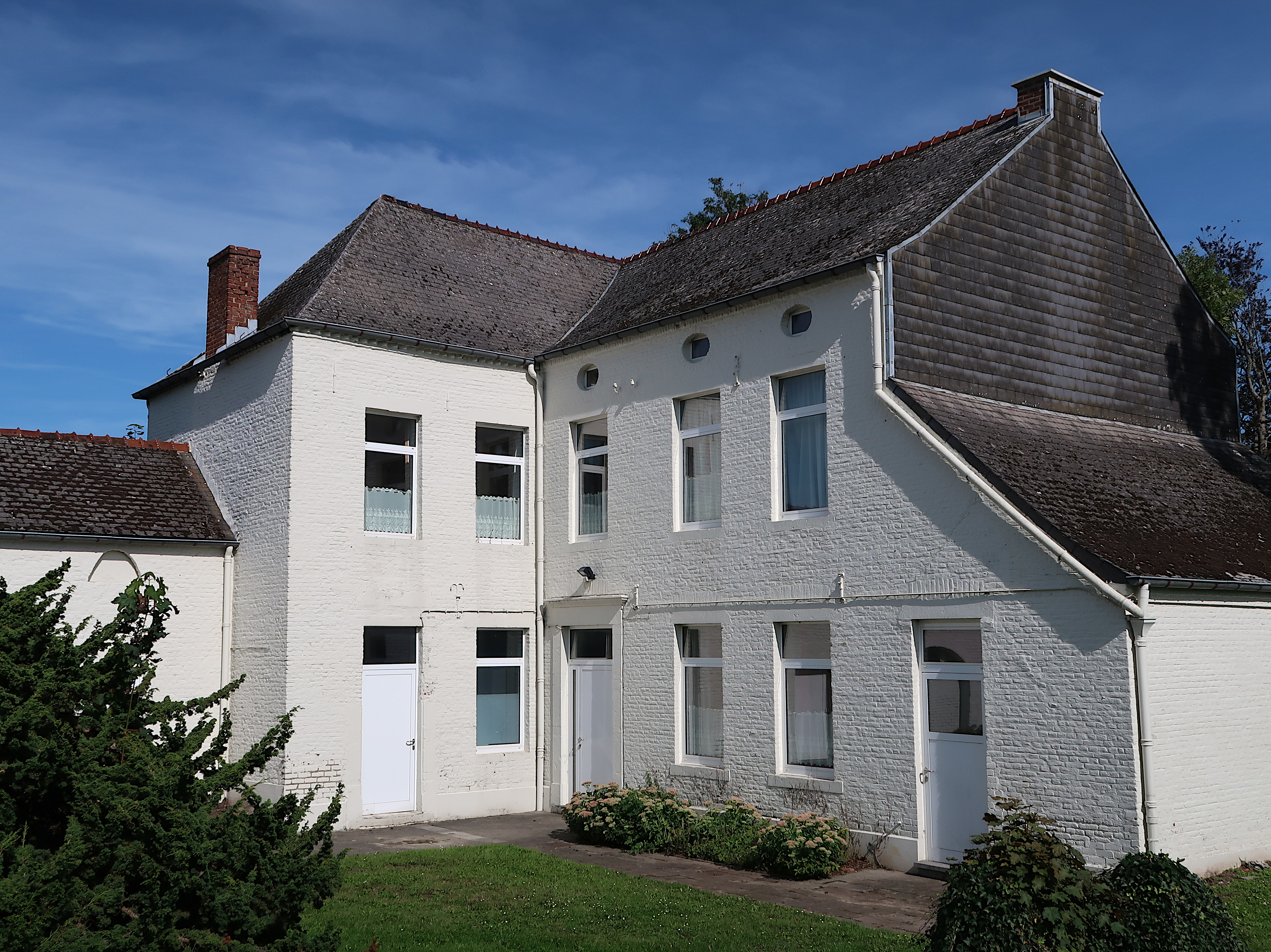
Pastorie (19e eeuw)
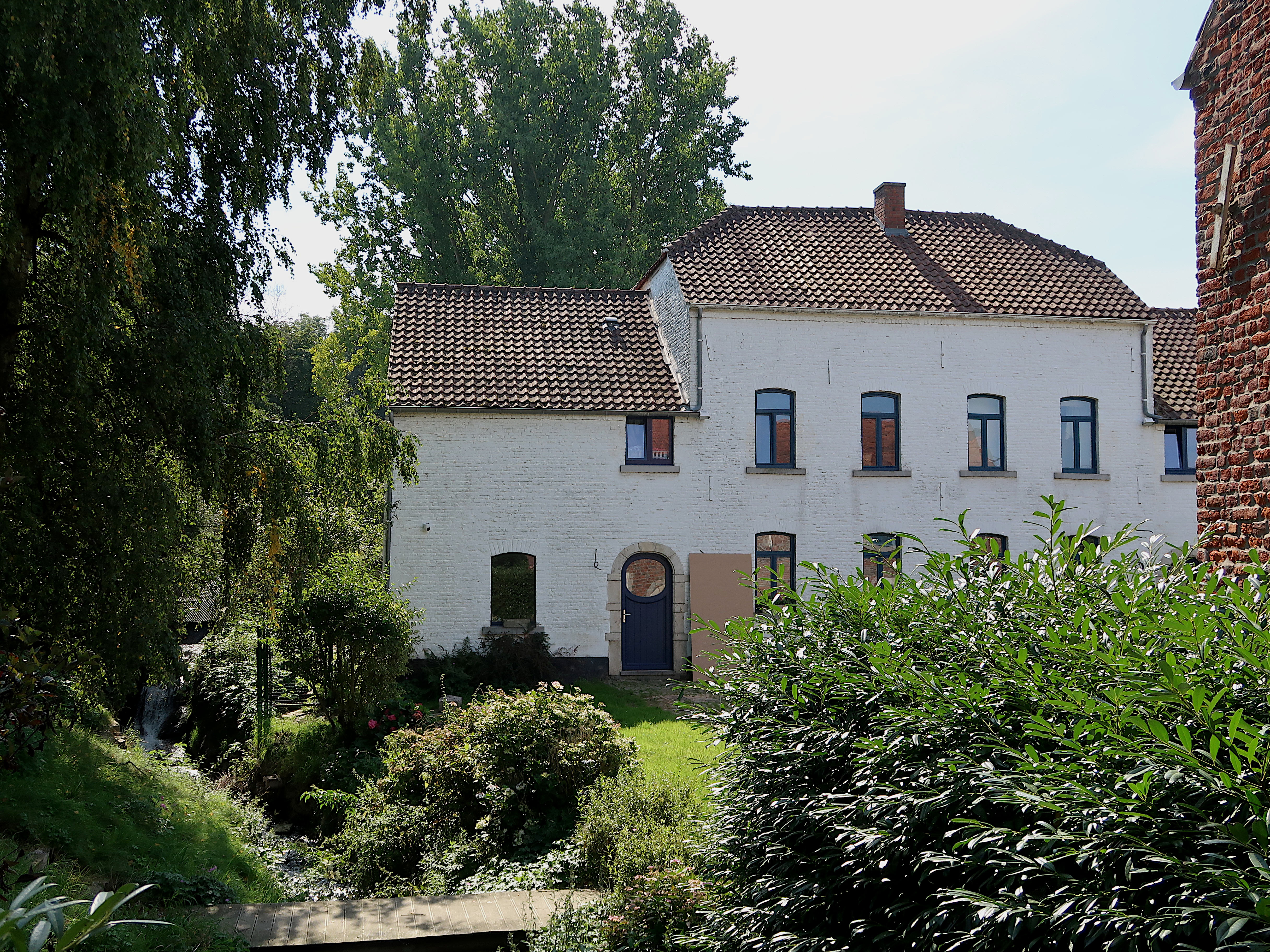
Moulin d'Orbais
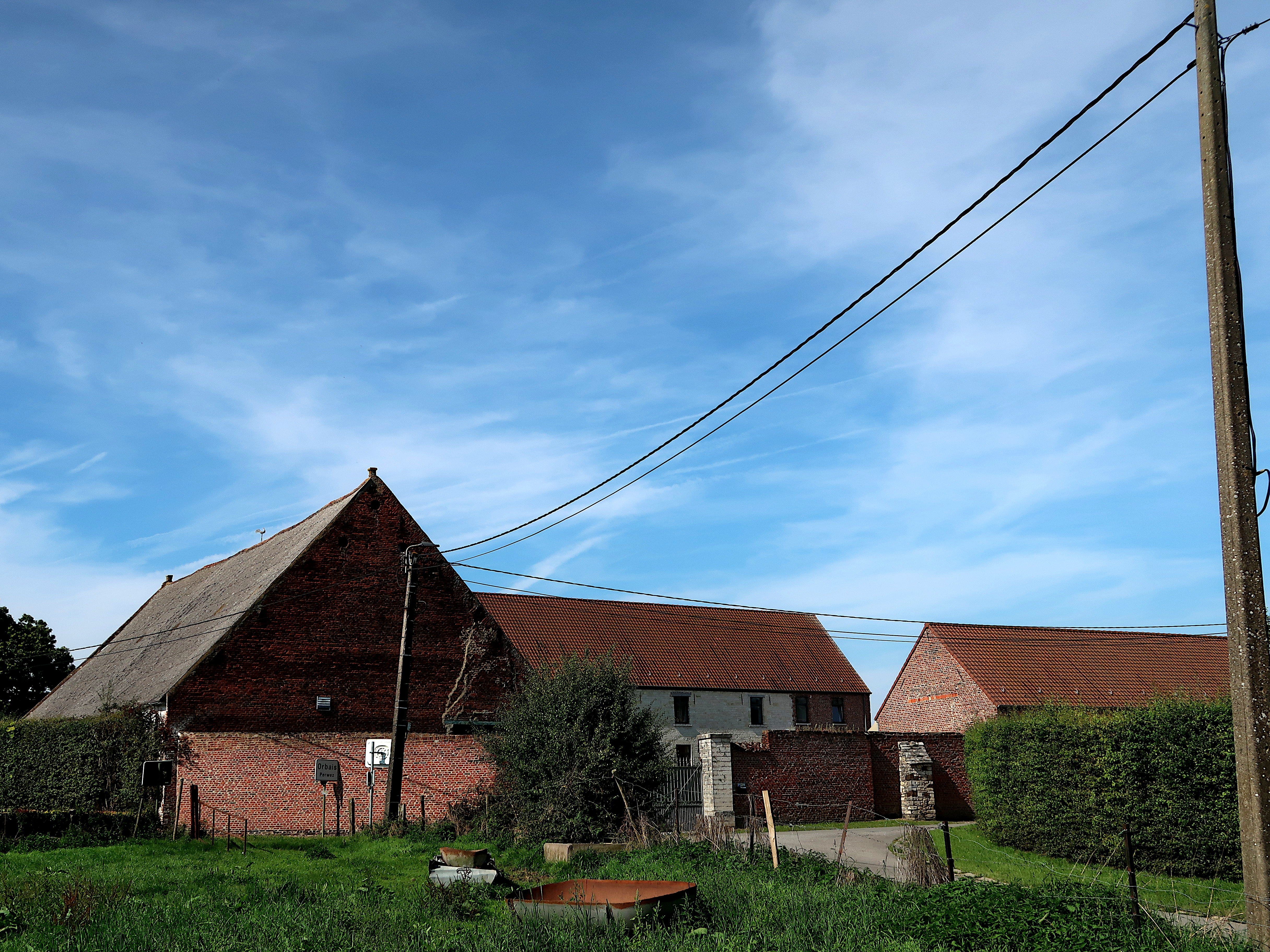
Hoeve Grande Odenge

## Natuur en landschap
De Orbais ontspringt nabij Orbais. De hoogte aan de kerk bedraagt 145 meter.

## Demografische ontwikkeling
- Bronnen:NIS, Opm:1831 tot en met 1970=volkstellingen, 1976= inwoneraantal op 31 december

## Geboren in Orbais
- Véronique Bidoul (1968), politica

## Nabijgelegen kernen
Malèves, Tourinnes-les-Ourdons, Thorembais-Saint-Trond